# Lepidosperma latens
Lepidosperma latens är en halvgräsart som beskrevs av Karen Louise Wilson. Lepidosperma latens ingår i släktet Lepidosperma och familjen halvgräs.
Artens utbredningsområde är New South Wales. Inga underarter finns listade i Catalogue of Life.